# Monster High: Adventures of the Ghoul Squad
Monster High: Adventures of the Ghoul Squad è una webserie statunitense del 2017-2018 diretta da Dan Fraga e Villads Spangsberg. È il seguito della serie televisiva animata Monster High.

## Puntate
| nº | Titolo originale                                | Prima visione USA |
| -- | ----------------------------------------------- | ----------------- |
| 1  | Calling All Ghouls                              | 11 agosto 2017    |
| 2  | Island Ghouls                                   | 22 agosto 2017    |
| 3  | A Tale of Two Mountains                         | 25 agosto 2017    |
| 4  | Gobsmacked                                      | 1° settembre 2017 |
| 5  | Boo-tiful Music                                 | 8 settembre 2017  |
| 6  | Gargoyle and Water                              | 15 settembre 2017 |
| 7  | Too Much Scream Time                            | 22 settembre 2017 |
| 8  | Monster High's Got Talent... Shows              | 29 settembre 2017 |
| 9  | The Sands of Toralei                            | 6 ottobre 2017    |
| 10 | Garden Ghouls                                   | 13 ottobre 2017   |
| 11 | Howliday Edition Part 1: The First Howliday     | 19 gennaio 2018   |
| 12 | Howliday Edition Part 2: Sister Shock           | 26 gennaio 2018   |
| 13 | Howliday Edition Part 3: All Howl-ows Eve       | 2 febbraio 2018   |
| 14 | Howliday Edition Part 4: Home for the Howlidays | 9 febbraio 2018   |

## Distribuzione
La miniserie è stata pubblicata sul profilo ufficiale  di YouTube del franchise Monster High, dall'11 agosto 2017 al 9 febbraio 2018.